# Batman: Return to Arkham
Batman: Return to Arkham é uma compilação que possui as versões de Batman: Arkham Asylum e Batman: Arkham City com visuais remasterizados pelo estúdio Virtuos. Batman: Return to Arkham inclui as versões completas dos dois jogos e também todos os conteúdos adicionais lançados na Game of the Year. O bundle foi lançado dia 18 de Outubro de 2016 no Brasil para PlayStation 4 e Xbox One.